# 刚毛藤山柳
刚毛藤山柳（学名：Clematoclethra scandens）是猕猴桃科藤山柳属的植物，是中国的特有植物。分布于中国大陆的四川等地，生长于海拔1,800米至2,500米的地区，见于山林中，目前尚未由人工引种栽培。